# Crysis 2
Crysis 2 (произносится [ˈkrʌɪsɪs tuː]) — компьютерная игра, научно-фантастический шутер от первого лица, разработанный немецкой компанией Crytek и изданный Electronic Arts. Игра вышла 22 марта 2011 года в Северной Америке, 24 марта 2011 года в Европе и 25 марта 2011 года в Австралии для платформ ПК, Xbox 360 и PlayStation 3. «Crysis 2» использует игровой движок собственной разработки Crytek — CryEngine 3, и является первой вышедшей игрой на этом движке, а также первой мультиплатформенной игрой от Crytek. «Crysis 2» является продолжением игры «Crysis» 2007 года выпуска и второй частью серии игр «Crysis». Официально игра была анонсирована 1 июня 2009 года.

## Геймплей
По сравнению с первой частью геймплей претерпел значительные изменения — с тропического острова действие переносится в Нью-Йорк. Полем боя намного чаще становится закрытая местность, в результате чего геймплей стал более линейным. Другой причиной тому является разработка игры с учётом необходимости приспособить её для игровых консолей.
С помощью нанотехнологий нанокостюм даёт своему оператору сверхчеловеческие возможности. Со времени событий Crysis, он был обновлён до версии 2.0, система его работы была существенно изменена. Нанокостюм 2.0 имеет несколько режимов, боец может переключаться между ними в зависимости от текущей боевой ситуации. Время их работы ограничено запасом энергии, который восполняется только при их отключении.
Из трупов пришельцев можно извлечь нанокатализаторы для усовершенствования костюма. С помощью нанокатализаторов открывается доступ к модулям нанокостюма. Можно включать и отключать доступные модули. Однако, в каждой из четырех ячеек может быть включен только один модуль одновременно.

### Мультиплеер
Принцип сетевой игры построен на схватке между силами корпуса морской пехоты США и частной военной компании С.Е.L.L. У каждой команды различные нанокостюмы. Модулей больше и у каждого есть по 3 уровня развития. Сетевой режим данной игры отличается высокой интенсивностью. Большинство карт являются частично вырезанными локациями из одиночной игры. В мультиплеере доступно всё оружие из одиночной игры. Модули нанокостюма также доступны и подлежат улучшению (при помощи определённых «заданий»). Так же в мультиплеере есть жетоны, и экзамены. Экзамены — это определённые задания разных типов и разной сложности за которые дают либо опыт, либо модули для оружия, либо усовершенствования для модулей нанокостюма. Максимальный уровень развития — 50. Однако на этом развитие не оканчивается. В игре есть система «престижа». Игроки 50 уровня могут провести перезагрузку нанокостюма и получить дополнительный камуфляж для оружия, 1 жетон, и т. п.

## Сюжет
Действие Crysis 2 происходит в 2023 году, через три года после событий первой игры, в разрушенном Нью-Йорке, который был эвакуирован из-за нашествия инопланетян. События Crysis не стали достоянием широкой публики.
Игра начинается с новостных кадров о крупной вспышке «манхэттенского» вируса, ужасной болезни, вызывающей полный клеточный распад; гражданские беспорядки; и паника по поводу инопланетного вторжения цефов, инопланетной расы с щупальцами, похожей на кальмаров, стоящей за инцидентом в предыдущей игре, Crysis. Из-за нарушения общественного порядка в Нью-Йорке на Манхэттене введено военное положение, и по контракту с 23 августа 2023 года разведывательное подразделение Корпуса морской пехоты США направляется в Нью-Йорк для обнаружения и защиты бывшего сотрудника Crynet доктора Нейтана Гулда, у которого может быть важная информация о борьбе с инопланетной расой цефов, пытающихся уничтожить человечество. Однако цефы потопили подводную лодку, смертельно ранив морпеха-разведчика Алькатраса. Майор Delta Force Лоуренс «Пророк» Барнс спасает Алькатраса и убивает себя, чтобы позволить своему нанокостюму ассимилироваться и возродить Алькатрас. В записи Пророк сообщает, что он был заражен манхэттенским вирусом, и просит Алькатраса продолжить свою работу против цефов. Полагая, что Алькатрас — Пророк, Гулд связывается с ним и просит о встрече в его лаборатории. Силы CELL во главе с командиром Домиником Локхартом атакуют Алькатраса, считая его Пророком.
По пути в лабораторию Гулда Алькатрас собирает образцы тканей цефов, которые вызывают реакцию в его нанокостюме. Алькатрас встречается с Гулдом, который узнает о смерти Пророка и объясняет, что костюм переписывал свой собственный код после поглощения ткани цефов. Он предполагает, что костюм создает антитела против манхэттенского вируса, и они решают отсканировать дополнительные образцы на базе Crynet на Уолл-стрит. Сканирование прерывается, когда силы C.E.L.L. во главе с Локхартом и лейтенантом Тарой Стрикленд нападают на них из засады.
Когда они пытаются перевести Алькатраса в свою штаб-квартиру, цефы нападают на персонал C.E.L.L. Кроме того, из-под земли поднимается огромный инопланетный шпиль, выпускающий биологическое оружие на основе спор. Нанокостюм Алькатраса дополнительно адаптирует споры, но дает сбой, и его дистанционно перезагружает директор Crynet и соучредитель Hargreave-Rasch Biotechnologies Джейкоб Харгрив. Он связывается с Алькатрасом, утверждая, что знает цефов и разработал нанокостюм на основе украденной технологии цефов, который будет использоваться в качестве защиты от инопланетян. Харгрив направляет Алькатраса к другому шпилю цефов, чтобы провести для него эксперимент.
По пути Харгрив сообщает Алькатрасу, что вирус был распространен цефами для уничтожения человечества: все инфицированные превратятся в жидкую массу, которую затем можно будет хранить и утилизировать. Достигнув инопланетного шпиля, Алькатрас пытается соединить системы нанокостюма с технологиями пришельцев, но безуспешно. Тем временем Министерство обороны США отменяет полномочия C.E.L.L. над Манхэттеном и направляет вместо них американских морских пехотинцев под командованием полковника морской пехоты Шермана Барклая. Им приказано нанести воздушный удар по защитному барьеру города и утопить пришельцев в нижнем Манхэттене. Смытый образовавшейся волной Алькатрас находит в парке Мэдисон-сквер отряд во главе с товарищем Алькатраса по отряду Чайно, который пережил разрушение подводной лодки. Морские пехотинцы заручаются его помощью в эвакуации мирных жителей на Центральный вокзал.
Харгрив просит Алькатраса зайти в здание Харгрив-Раш, чтобы найти стабилизирующий компонент, который облегчит процесс анализа нанокостюма. Вмешательство цефов приводит процесс к неудаче, и Харгрив просит героя помочь эвакуации. В терминале Алькатрас воссоединяется с Гулдом, который каким-то образом сбежал от Стрикленда. Центральный вокзал захвачен цефами, но Алькатрас сдерживает их достаточно долго, чтобы эвакуация увенчалась успехом, и он сбегает из здания.
Алькатрасу поручено защищать ещё одну точку эвакуации на Таймс-сквер, и на этот раз ему удается перепрофилировать инопланетные споры, чтобы они были смертельными для цефов. После завершения эвакуации Гулд приказывает Алькатрасу отправиться на остров Рузвельта, чтобы проникнуть в комплекс Crynet «Призма», где проживает Харгрив. Алькатрас выживает в устроенной Локхартом засаде и убивает его, но его предает и берёт в плен сам Харгрив, который хочет использовать нанокостюм для себя с целью лично продолжить миссию. Харгрив пытается снять нанокостюм с тела Алькатраса, но нанокостюм сопротивляется удалению, ассимилировавшись с Алькатрасом. Затем Алькатраса спасает Стрикленд, которая оказывается агентом ЦРУ под прикрытием. Стрикленд поручает Алькатрасу захватить Харгрива.
В личном кабинете Харгрива Алькатрас обнаруживает хранящееся в криокамере тело Харгрива в вегетативном состоянии. Харгрив сообщает Алькатрасу, что общался с ним через передовую компьютерную систему, будучи раненным во время столкновения с цефами на месте падения Тунгусского метеорита. Харгрив дает Алькатрасу улучшение нанокостюма, позволяющее ему полностью взаимодействовать с ними. Цефы вторгаются на остров и Харгрив запускает систему самоуничтожения комплекса, приказывает оставшимся силам CELL помочь эвакуации Алькатраса. Алькатрас сбегает из комплекса и воссоединяется с Гулдом, Стриклендом и Чино на берегу Манхэттена.
Барклай уведомляет Алькатраса о том, что Министерство обороны США планирует нанести тактический ядерный удар по острову Манхэттен. Таким образом, у Алькатраса есть короткий промежуток времени, чтобы покончить с цефами. Алькатрас и его товарищи пробираются к центру инопланетного заражения и замечают огромный инопланетный «лито-корабль», поднимающийся из-под земли под Центральным парком. Алькатрас нападает на парящую часть Центрального парка и пробирается к инопланетному шпилю в его центре, который служит точкой рассеивания инопланетных спор. Алькатрас успешно использует биологическое оружие шпиля против цефов, что приводит к их гибели в городе.
Через несколько дней город начинает восстанавливаться с помощью Гулда, Стрикленда и американских военных. Алькатрас, находясь без сознания, общается с Пророком, чьи воспоминания, опыт и личность хранились в костюме. Тот сообщает, что несмотря на успешную миссию в Нью-Йорке, бывшие на Земле с доисторических времён цефы имеют свои шпили по всему миру. Затем нанокостюм ассимилирует воспоминания Пророка в Алькатраса и получает сообщение от Карла Раша, другого основателя Hargreave-Rasch Biotechnologies, который спрашивает его имя. В ответ Алькатрас произносит ровно одну фразу: «Меня зовут Пророк».

## История разработки

### Сведения до официального анонса
Ещё до выхода оригинального Crysis в разных интервью разработчики намекали, что Crysis будет иметь продолжения. 15 ноября 2007 года Джеват Ерли официально заявил, что Crysis — это первая часть запланированной трилогии. В конце ноября 2007 года появилась новость от главного аниматора Crytek Стивена Бендера (англ. Steven Bender). Он коротко рассказал об улучшениях в графической и технологической составляющих новой игры, а также о сюжете.
Уже после анонсирования дополнения Crysis Warhead разработчики заявили, что от его продаж всецело будет зависеть судьба Crysis 2.
На выставке Games Convention Asia 2008 журналист известного игрового сайта GameSpot Рэндольф Рамси (англ. Randolph Ramsay) взял довольно обширное интервью у Джевата Ерли. В этом интервью Ерли говорил о графике будущего, о критике высоких настроек у Crysis и, возможно, о Crysis 2.

### Официальный анонс
1 июня 2009 года, за день до открытия выставки E3 2009, была официально анонсирована игра Crysis 2.
На самой выставке, проходившей 2-4 июня, появились новые сведения об игре. В первый день E3 (2 июня) была проведена презентация и продемонстрирован тизер-трейлер Crysis 2.

### Первые точные данные о дате выхода
8 февраля 2010 года прошла пресс-конференция ЕА, на которой её представители сообщили запланированные приблизительные временны́е периоды для релизов своих новых игр. Согласно этим данным, Crysis 2 поступит в продажу в третьем квартале 2010 финансового года, то есть в период от 1 октября до 31 декабря 2010.
3 августа 2010 года представители компании-издателя Electronic Arts объявили, что дата выпуска Crysis 2 передвигается на четвёртый квартал 2010 финансового года (таким образом, она поступит в продажу в период от 1 января до 31 марта 2011 года).
В первых числах января 2010 года стали доступны подробности сюжета предстоящей игры. Так, Crysis 2 будет происходить не на тропическом острове, как в Far Cry и Crysis, а в «абсолютно новом типе джунглей». Кроме того, Crysis 2, как и первая часть, будет предоставлять игрокам нелинейный геймплей в стиле «песочницы». Ещё одной особенностью геймплея станет его намного бо́льшая, по сравнению с первой частью, ориентация на «вертикальность». Игровой ИИ будет существенно переработан. Была обнародована вероятная предварительная дата выхода игры — декабрь 2010 года. В разработке игры также приняла участие Crytek UK (бывшая Free Radical Design). Всего в разработке было задействовано порядка 150 человек.
На Game Developers Conference, которая проходила в Сан-Франциско с 9 по 13 марта включительно, Crytek продемонстрировала движок CryEngine 3, на которой основана Crysis 2. Благодаря этим видеодемонстрациям стало известно о новых особенностях игры: геймплее, уровнях, окружающей среде и персонажах.
Сценаристом игры стал британский писатель-фантаст Ричард Морган, чьи научно-фантастические произведения неоднократно отмечались наградами, такими как Награда имени Филиппа Дика. Crysis 2 — дебют Ричарда Моргана в игровой индустрии.

### Утечка бета-версии игры
11 февраля 2011 года произошла утечка предварительной бета-версии PC-версии Crysis 2. Бета-версия появилась на многих веб-сайтах, распространяющих нелегальный контент, в том числе на торрент-трекерах.
Утёкшая версия, занимающая 9 Гбайт, содержит полную однопользовательскую кампанию, многопользовательский режим, редактор уровней Sandbox 3 и мастер-ключ для онлайновой аутентификации. В связи с бета-статусом утёкшей версии в ней содержатся многочисленные ошибки (баги). Кроме того, доступен лишь Direct3D 9-режим работы графического движка.

## Системные требования
Системные требования оригинального издания:
|                        | Минимальные                                       | Рекомендуемые                                        | Максимальные                                         |
| ---------------------- | ------------------------------------------------- | ---------------------------------------------------- | ---------------------------------------------------- |
| Операционная система   | Windows XP SP 3                                   | Windows 7, Windows Vista SP 1                        | Windows 7, Windows Vista SP 1                        |
| Процессор              | Core 2 Duo 2.0 ГГц или Athlon 64 X2 3800+ 2.0 ГГц | Core Quad Q9450 2.6 ГГц или Phenom II x4 920 2.8 ГГц | Core i5 760 2.8 ГГц или Phenom II x4 955 3.2 ГГц     |
| Оперативная память     | 2 ГБ RAM                                          | 3 ГБ RAM                                             | 4 ГБ RAM                                             |
| Видеоадаптер           | GeForce 8800 GT или Radeon HD 3850                | GeForce GTX 470 или Radeon HD 5870                   | GeForce GTX 570 (GeForce GTX 480) или Radeon HD 6970 |
| Свободное место на HDD | 14 Гб                                             | 14 Гб                                                | 14 Гб                                                |
| Поддержка DirectX      | DirectX 9.0c                                      | DirectX 11                                           | DirectX 11                                           |

Системные требования переиздания:
|                        | Минимальные             | Рекомендуемые                            |
| ---------------------- | ----------------------- | ---------------------------------------- |
| Операционная система   | Windows 10 x64          | Windows 10 x64 с последними обновлениями |
| Процессор              | Intel(R) Core™ i5-3470  | Intel(R) Core™ i5-8600 или выше          |
| Оперативная память     | 8 ГБ RAM                | 16 ГБ RAM                                |
| Видеоадаптер           | NVIDIA GeForce GTX 1060 | NVIDIA GeForce GTX 1660 TI               |
| Свободное место на HDD | 54 Гб                   | 54 Гб                                    |
| Поддержка DirectX      | DirectX 11              | DirectX 11                               |

## Игровой движок
Crysis 2 использует игровой движок CryEngine 3. В качестве анимационного движка используется ANT производства EA Tiburon.

## Саундтрек
Саундтрек к «Crysis 2» был написан коллективом композиторов из разных стран мира. Основными жанрами саундтрека являются симфония и электроника. Кроме написания оригинальной игровой музыки, были лицензированы композиции известных музыкантов, которые использовались в трейлерах к игре.
Процесс написания оригинальной музыки к «Crysis 2» начался летом 2009 года. Тогда старший звуковой директор Crytek Кэмпбелл Эскью (англ. Campbell Askew), который в этом же году стал работать в компании, связался с Бориславом Славовым (англ. Borislav Slavov). Борислав Славов — болгарский композитор, с 2001 года был штатным композитором компании Black Sea Studios и написал музыку ко всем выпущенным нею играм — Knights of Honor и WorldShift, а также к игре Two Worlds II. После того, как в июле 2008 года Black Sea Studios была куплена Crytek, он стал работать на Crytek в своей музыкальной студии в городе София.
Кэмпбелл Эскью поручил Славову написать музыку к трейлеру «Nanosuit 2 — Crynet Systems Trailer». Кэмпбелл также предложил использовать для этой композиции классическую скрипку, которая должна была нести оттенок человеческого духа в трейлере. Через месяц композиция была готова, и 20 августа 2009 года на GamesCom 2009 были опубликованы «Nanosuit 2 Trailer» и «Wireframe Nanosuit Trailer», содержащие композицию Славова.
В самом начале создания музыки было решено сделать музыкальный акцент не только на экшен, но и на драматизм событий, показанных в игре. Композиторы хотели написать такую музыку, которая бы вызывала у игроков эмоции страха, печали, одиночества, гнева, ожидания и неопределённости.
Джеват Ерли и Кэмпбелл Эскью, понимая, что для проекта данного масштаба нужно значительно больше композиторов, решили привлечь к игре Тилмана Силлеску (англ. Tilman Silescu), творческого лидера немецкой компании Dynamedion, которая специализируется на музыкальном продакшене и звуковых спецэффектах. Руководство Crytek высоко оценило первые работы Славова и Силлеску и решило образовать из них команду Crytek Music, которая будет заниматься написанием основной части игровой музыки. Силлеску присоединился к Славову почти в то же самое время, когда Славов только начал работать над музыкой; с этого времени они работали вместе.
Через пять месяцев работ Славова и Силлеску Джеват Ерли решил, что саундтрек «Crysis 2» нуждается в высококачественной «кинематографичной» музыке, которая по своему стилю отличалась бы от музыки первых двух композиторов. Было решено выбрать услуги заслуженного многочисленными наградами и известнейшего на весь мир голливудского кинокомпозитора Ханса Циммера и его компании Remote Control Productions. Поэтому в мае 2010 года Ерли, Эскью и Славов поехали в Лос-Анджелес в офис Remote Control, где продемонстрировали Циммеру игру и подборку уже написанной музыки. Циммер согласился на участие и задействовал Лорна Балфа (англ. Lorne Balfe), своего сотрудника, с которым неоднократно писал музыку к фильмам и играм. До «Crysis 2» последней совместной работой Циммера и Балфа в игровой индустрии являлся саундтрек к «Call of Duty: Modern Warfare 2». Согласно договорённости, Crytek Music продолжила работать над основными композициями саундтрека и музыкой к кат-сценам, а Циммер с Балфом сфокусировались на нескольких «кинематографических» темах к меню, трейлерам и самым «напряжённым» игровым сценам. Циммер с Балфом писали музыку в студии Remote Control, общаясь и обмениваясь информацией с основной командой и с Crytek через Интернет.
В середине февраля 2011 года во время утечки бета-ПК-версии Crysis 2 стали известны первые факты о саундтреке игры и его композиторах. До этого никакая информация о саундтреке, а тем более о композиторах, не была известная общественности. «Благодаря» утечке бета-версии был сделан рип всей музыки из игры, впоследствии «выложенный» в Интернете, который состоял из 42 треков и примерно полтора часа музыки. Именно благодаря этому общественности стало известно, что композиторами являются Ханс Циммер и Лорн Балф.
Примерно в это же время на официальном сайте Ханса Циммера появился профиль музыкального альбома «Crysis 2», дата выхода которого была установлена на 26 апреля 2011 года. Данный альбом был запланирован к выходу на двух Audio CD под музыкальным лейблом La-La Land Records, композиторами были указаны Циммер и Балф. Кроме них, в графе «Additional Music» присутствовали Эндрю Кошински (англ. Andrew Kawczynski) и Ник Делаплэйн (англ. Nick Delaplane), а Стивен Кофски (англ. Steven Kofsky) отвечал за службу музыкального продакшена.
16 марта 2011 года на официальном сайте серии игр «Crysis» MyCrysis.com был опубликован пресс-релиз, официально сообщающий об участии Циммера, Балфа, Славова и Силлеску в создании саундтрека. Было также сообщено о предстоящем цифровом релизе.
22 марта 2011 года, одновременно с выпуском игры, на онлайновых музыкальных сервисах iTunes Store и Amazon стал доступен для продажи цифровой релиз саундтрека, содержащий 15 композиций.
В апреле 2011 года профиль альбома «Crysis 2» на официальном сайте Ханса Циммера был обновлён. Список участвовавших в написании альбома был расширен новыми композиторами и звукорежиссёрами. Кроме этого, был опубликован полный список композиций, включая их названия, длину и расположение на двух дисках.
26 апреля 2011 года, как и было ранее указано, официально был выпущен двухдисковый альбом оригинальной музыки к игре под названием «Crysis 2 (VG)» общей длительностью 97 минут 15 секунд.
| №                   | Название                  | Автор(ы)            | Длительность |
| ------------------- | ------------------------- | ------------------- | ------------ |
| 1.                  | «Crysis 2 Intro»          | Hans Zimmer         | 3:11         |
| 2.                  | «Insertion»               | Hans Zimmer         | 3:30         |
| 3.                  | «Battery Park»            | Borislav Slavov     | 2:45         |
| 4.                  | «New York Aftermath»      | Borislav Slavov     | 2:47         |
| 5.                  | «No Escape»               | Tilman Sillescu     | 2:34         |
| 6.                  | «Close Encounter»         | Tilman Sillescu     | 2:02         |
| 7.                  | «SOS New York»            | Borislav Slavov     | 2:07         |
| 8.                  | «Chase»                   | Borislav Slavov     | 2:28         |
| 9.                  | «Under Assault»           | Tilman Sillescu     | 2:02         |
| 10.                 | «Crynet, Shoot Him Down!» | Borislav Slavov     | 2:09         |
| 11.                 | «Sneak and Shoot»         | Borislav Slavov     | 3:47         |
| 12.                 | «One Way In»              | Borislav Slavov     | 1:23         |
| 13.                 | «Gate Keepers»            | Borislav Slavov     | 2:21         |
| 14.                 | «Rampage»                 | Tilman Sillescu     | 1:56         |
| 15.                 | «Invaders»                | Hans Zimmer         | 1:31         |
| Общая длительность: | Общая длительность:       | Общая длительность: | 36:24        |

Crysis 2 Videogame Soundtrack (версия Ханса Циммера на La-La Land Records) (97:15)
| №   | Название                      | Автор(ы)                 | Длительность |
| --- | ----------------------------- | ------------------------ | ------------ |
| 1.  | «Crysis 2 Intro»              | Hans Zimmer, Lorne Balfe | 3:09         |
| 2.  | «Insertion»                   | Hans Zimmer, Lorne Balfe | 3:38         |
| 3.  | «Battery Park»                | Borislav Slavov          | 3:23         |
| 4.  | «New York Aftermath»          | Borislav Slavov          | 2:44         |
| 5.  | «No Escape»                   | Tilman Sillescu          | 2:30         |
| 6.  | «Close Encounter»             | Tilman Sillescu          | 2:00         |
| 7.  | «SOS New York»                | Borislav Slavov          | 2:05         |
| 8.  | «Chase»                       | Borislav Slavov          | 2:26         |
| 9.  | «Under Assault»               | Tilman Sillescu          | 2:00         |
| 10. | «Crynet, Shoot Him Down!»     | Borislav Slavov          | 2:07         |
| 11. | «Sneak and Shoot»             | Borislav Slavov          | 3:34         |
| 12. | «Gate Keepers»                | Borislav Slavov          | 2:19         |
| 13. | «Rampage»                     | Tilman Sillescu          | 1:54         |
| 14. | «Nanosuit 2 - Crynet Systems» | Borislav Slavov          | 1:17         |
| 15. | «Rising Spear»                | Borislav Slavov          | 1:12         |
| 16. | «Dead Man Walking»            | Tilman Sillescu          | 2:05         |
| 17. | «Contamination»               | Borislav Slavov          | 2:24         |
| 18. | «Sinister Breed»              | Tilman Sillescu          | 2:02         |
| 19. | «Dystopian Nightmares»        | Tilman Sillescu          | 2:06         |
| 20. | «Catastrophic Beauty»         | Tilman Sillescu          | 2:02         |
| 21. | «Semper Fi»                   | Tilman Sillescu          | 1:58         |

| №   | Название                     | Автор(ы)                 | Длительность |
| --- | ---------------------------- | ------------------------ | ------------ |
| 1.  | «Flooded Streets - Aquarium» | Borislav Slavov          | 1:25         |
| 2.  | «In Obsurum»                 | Tilman Sillescu          | 2:19         |
| 3.  | «Devastation»                | Tilman Sillescu          | 1:39         |
| 4.  | «Shadowzone»                 | Tilman Sillescu          | 2:27         |
| 5.  | «Alien Suite»                | Borislav Slavov          | 2:06         |
| 6.  | «Unsafe Haven»               | Tilman Sillescu          | 1:56         |
| 7.  | «Terminal Escape»            | Borislav Slavov          | 0:59         |
| 8.  | «Under The Clock»            | Tilman Sillescu          | 1:51         |
| 9.  | «Morituri»                   | Tilman Sillescu          | 2:19         |
| 10. | «Intersection»               | Tilman Sillescu          | 1:33         |
| 11. | «Times Square - Evacuation»  | Borislav Slavov          | 1:59         |
| 12. | «Burning Night»              | Borislav Slavov          | 1:32         |
| 13. | «Resolution (Reprise)»       | Borislav Slavov          | 2:06         |
| 14. | «Eye Of The Storm»           | Borislav Slavov          | 2:27         |
| 15. | «New York»                   | Borislav Slavov          | 2:37         |
| 16. | «Our Only Hope»              | Borislav Slavov          | 4:35         |
| 17. | «Out Of The Ashes»           | Tilman Sillescu          | 1:59         |
| 18. | «Alien Logo»                 | Tilman Sillescu          | 0:44         |
| 19. | «The End Of The Beginning»   | Borislav Slavov          | 2:01         |
| 20. | «Walk In The Park»           | Tilman Sillescu          | 2:01         |
| 21. | «Epilogue»                   | Hans Zimmer, Lorne Balfe | 3:18         |
| 22. | «One Way In»                 | Borislav Slavov          | 1:21         |
| 23. | «Nano-Catalyst»              | Hans Zimmer, Lorne Balfe | 0:49         |
| 24. | «Invaders»                   | Hans Zimmer, Lorne Balfe | 1:27         |
| 25. | «Under Siege»                | Hans Zimmer, Lorne Balfe | 0:50         |

## Рецензии, награды и продажи
| Сводный рейтинг | Сводный рейтинг     | Сводный рейтинг     | Сводный рейтинг       |
| Издание         | Оценка              | Оценка              | Оценка                |
| Издание         | PC                  | PS3                 | Xbox 360              |
| --------------- | ------------------- | ------------------- | --------------------- |
| GameRankings    | 85,68 %             | 85,21 %             | 85,50 %               |
| Metacritic      | 86 / 100 (41 обзор) | 85 / 100 (51 обзор) | 84 / 100 (70 обзоров) |

| Иноязычные издания    | Иноязычные издания |
| Издание               | Оценка             |
| --------------------- | ------------------ |
| 1UP.com               | A-                 |
| AllGame               | [ 59 ]             |
| CVG                   | 9,1 / 10           |
| Eurogamer             | 8 / 10             |
| G4                    | 4 / 5              |
| Game Informer         | 9 / 10             |
| GamePro               | [ 64 ]             |
| GameRevolution        | A-                 |
| GameSpot              | 8,5 / 10           |
| GameSpy               | [ 67 ]             |
| GamesRadar+           | 8 / 10             |
| GameTrailers          | 9,1 / 10           |
| IGN                   | 9,0 / 10           |
| TeamXbox              | 8,7 / 10           |
| XboxAddict            | 89,0 %             |
| Русскоязычные издания |                    |
| Издание               | Оценка             |
| 3DNews                | 9 / 10             |
| Absolute Games        | 73 %               |
| «PC Игры»             | 8,5 / 10           |
| PlayGround.ru         | 8,8 / 10           |
| «Домашний ПК»         | [ 77 ]             |
| «Игромания»           | 8,0 / 10           |
| «Страна игр»          | 9,0 / 10           |
| gameland.ru           | 8,5 / 10           |
| StopGame.ru           | похвально          |
| ITC.ua                | 3,5 / 5            |

### Награды игры до её выхода
Известный англоязычный игровой сайт Voodoo Extreme 3D 8 июня 2009 года, через несколько дней после окончания мероприятия E3 2009, начал, а 13 июня закончил проводить конкурс «Voodoo Extreme E3 2009 Reader’s Choice Awards» (рус. Voodoo Extreme E3 2009 награды читателей), в котором посетителям сайта предлагалось проголосовать за лучшую игру, показанную на выставке E3 2009, по категориям. В категории «Best PC Shooter» (рус. Лучший ПК-шутер) победила игра Crysis 2. Crysis 2 обошёл Modern Warfare 2, и за него проголосовало 1316 человек.
7 января 2010 года авторитетный англоязычный сайт Gamasutra, посвящённый разработке компьютерных игр, составил список самых ожидаемых игр 2010 года в категории «ПК-игры и MMOG». Crysis 2 попал на пятое место в списке. Журналисты написали:
На протяжении более двух лет Crysis по-прежнему остаётся основным графическим бенчмарком, — даже при том, что аппаратное обеспечение ПК улучшается, игра масштабируется вместе с ним. <...> Если компания сможет успешно усовершенствовать наследника Crysis и предоставить его на консоли, то это будет большим успехом.

### Продажи игры
В начале мая 2011 года компания Electronic Arts опубликовала отчёт о своей деятельности в прошедшем финансовом году, который закончился 31 марта 2011 года. Согласно этому отчёту, на момент его публикации продажи Crysis 2 превысили 2 млн копий.
27 июля 2011 года Electronic Arts опубликовала финансовый отчёт за первый квартал текущего финансового года. Согласно этому отчёту, продажи Crysis 2 достигли отметки в 3 млн копий для всех платформ.

### Рецензии
Страна Игр в своём обзоре написала о Crysis 2: «игра, достойная нашего уважения. Она бросает нам вызов, богата на детали и ладно скроена — без очевидных недоработок или бездумных заимствований. Желающие пройти всё на 100 % смогут, помимо выбивания ачивментов, искать и собирать нью-йоркские сувениры — и им будет интересно изучать все закоулки игры.»
PC Игры: «Подводя итог, можно сказать, что мультиплеер в Crysis 2 действительно удался. Огромный (чтобы открыть всё, потребуется 60-70 часов сражений) и разнообразный (количество возможных вариантов экипировки, натурально, зашкаливает), он, возможно, слишком многое копирует у эталона жанра и поэтому вторичен — но нанокостюм спасает положение, давая действительно новые ощущения от привычных всем режимов.»
Игра заняла третье место в номинации «Шутер года» (2011) журнала «Игромания».